# Palmar de Ocoa
Palmar de Ocoa är en ort i Dominikanska republiken.   Den ligger i provinsen Ázua, i den södra delen av landet, 70 km väster om huvudstaden Santo Domingo. Palmar de Ocoa ligger 9 meter över havet och antalet invånare är 1 997.
Terrängen runt Palmar de Ocoa är platt åt sydost, men åt nordost är den kuperad. Havet är nära Palmar de Ocoa västerut.  Närmaste större samhälle är Estebanía, 18,9 km norr om Palmar de Ocoa. Omgivningarna runt Palmar de Ocoa är en mosaik av jordbruksmark och naturlig växtlighet.